# Хиатална херния
При хиаталната херния стомахът, дебелото черво или друг орган преминава през отвор на диафрагмата наречен хиатус. В нормалното си състояние през този отвор преминава само хранопровода.

## Симптоми
Оплаквания при хиатална херния са чести киселини, парене зад гръдната кост, връщане на приетата храна при лягане и навеждане, тежест и дискомфорт в горната част на корема след нахранване.